# Falcon Patrol II
Falcon Patrol – komputerowa gra akcji stworzona dla Atari ST i Commodore 64 w 1984 przez Steeve'a Lee i wydana przez Virgin Software.
Gra polegała na locie samolotem bojowym i niszczeniem obiektów naziemnych i innych samolotów i śmigłowców wroga. Należało też od czasu do czasu wylądować (poziomo) na jednym z niezniszczonych lotnisk i zatankować paliwo i uzupełnić braki amunicji.